# Vytautas Kasiulis

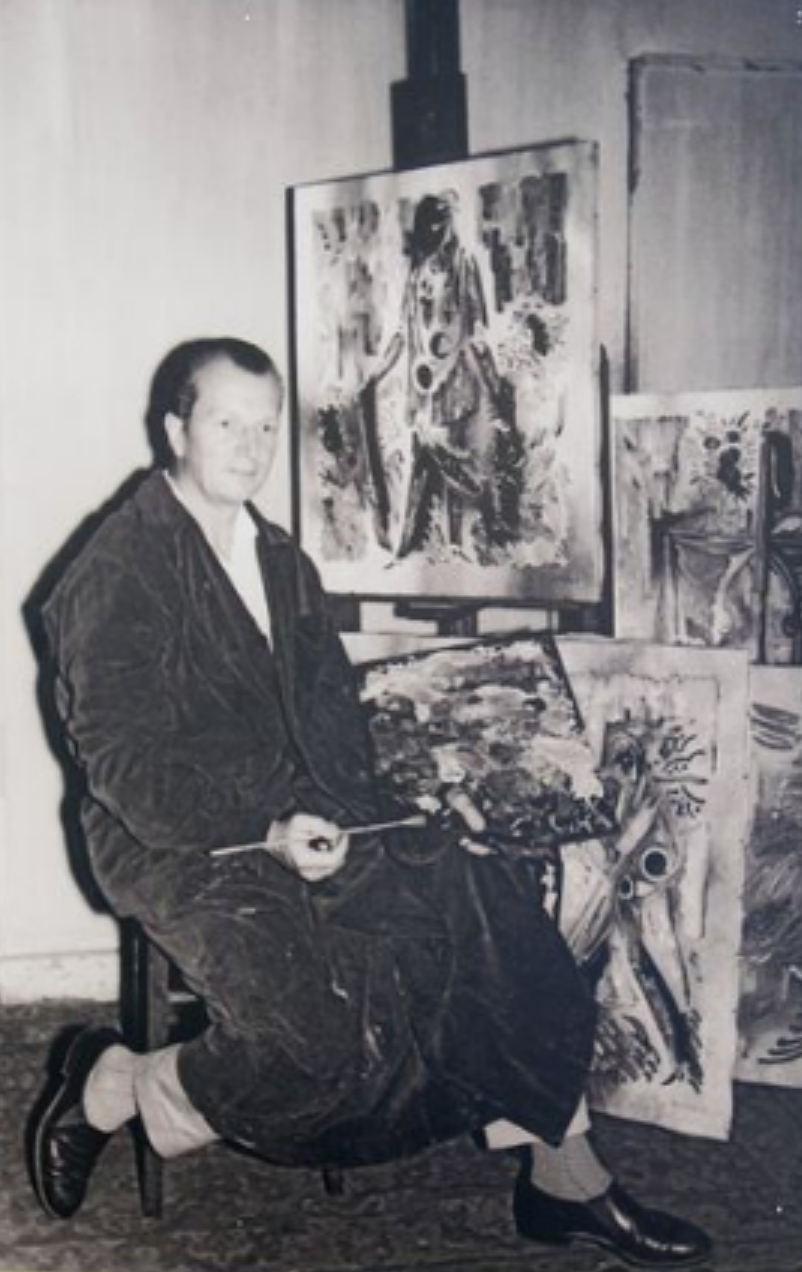
Vytautas Kasiulis in seinem Atelier, undatiert.

Vytautas Kasiulis (* 23. April 1918 in Simnas; † 12. März 1995 in Paris) war ein litauischer Maler und Kunsthändler. Er gehörte zu den bedeutendsten Künstlern der litauischen Diaspora nach dem Zweiten Weltkrieg und wird zur École de Paris gerechnet.

## Leben und Werk
Vytautas Kasiulis wurde am 23. April 1918 in Simnas geboren, sein Vater war der Künstler und Dekorateur Matas Kasiulis. Bereits in seiner Kindheit zeigte Kasiulis künstlerische Begabung als Maler. 1937 trat er in die Kunstschule in Kaunas ein. 1941 schloss er sein Kunststudium ab. In seiner Studienzeit gewann er für Gemälde und Plakate bei verschiedenen Wettbewerben Preise. Seine Diplomarbeit Vor der Generalprobe mit einem Theater-Sujet wurde als beste Arbeit in der Geschichte der Schule ausgezeichnet. Nach seinem Abschluss arbeitete er bis 1944 als Lehrbeauftragter an der Kunstschule. Ab 1942 beteiligte sich Kasiulis an Ausstellungen. Im Folgejahr richtete ihm das Kulturmuseum Vytautas Magnus in Kaunas eine erste Einzelausstellung mit Gemälden und Zeichnungen aus, die auf positive Resonanz des Publikums stießen. Dort waren unter anderem die Werke Malkų pristigus (Autoportretas) (Wenn das Brennholz zur Neige geht (Selbstbildnis)), Pas dailininką (Der Künstler) und Keliaujantis muzikantas (Musikant auf Reisen) zu sehen. Mit ihrer dunklen Farbigkeit und den Lichteffekten erinnerten viele der Bilder von Kasiulis an die Alten Meister, womit er der neotraditionalistischen Malweise in Litauen zuzuordnen war. Die Einzelausstellung wurde auch von Kunstkritikern wie Vytautas Kazimieras Jonynas, Juozas Keliuotas und Vytautas Kairiūkštis positiv aufgenommen.
1944, mit dem Herannahen der Roten Armee, verließ Kasiulis Litauen und ging erst nach Österreich, bevor er sich in Deutschland niederließ. Nachdem 1946 die École des Arts et Métiers in Freiburg im Breisgau gegründet worden war, lehrte Kasiulis dort gemeinsam mit anderen litauischen Exilanten. Er hatte mehrere Einzelausstellungen in Kiel, Bad Siegelberg, Hamburg und Freiburg. In dieser Zeit hellte sich der Stil von Kasiulis auf und wurde dekorativer. Die Formen begannen sich aufzulösen und wurden als Ornament im Bild angeordnet. Die Gemälde Moteris pas dailininką (Frau mit Künstler) und Autoportretas (Selbstbildnis) aus der Freiburger Zeit lassen diesen Wandel nachvollziehbar werden. Im Jahr 1948 siedelte Kasiulis nach Paris über, das bereits vor dem Zweiten Weltkrieg zahlreiche litauische Künstler und Kulturschaffende angezogen hatte. So brachten die Künstler der Ars-Gruppe wie Adomas Galdikas, Antanas Gudaitis, Juozas Mikėnas und Viktoras Vizgirda, bereits in den 1940er-Jahren moderne Ideen nach Litauen, die sie während ihrer Aufenthalte Paris kennengelernt hatten. So geriet Kasiulis mit den dortigen künstlerischen Tendenzen erstmals in Kontakt und war gereizt, selbst nach Paris zu gehen. Auch in seiner Zeit in Freiburg war er bereits dem Einfluss der École de Paris ausgesetzt.
In Paris lebte Kasiulis anfangs unter schwierigen ökonomischen bedingungen und malte Pastelle. Er wurde jedoch schnell von Künstlern und Galeristen wahrgenommen. Seine erste Ausstellung in Paris fand 1949 in der Galerie von Raymond Duncan statt. 1950 folgte eine Ausstellung in der Galerie Christian-Gilbert Stiebel, die den Beginn seines Erfolges markierte. Ab 1954 stellte er regelmäßig in Paris aus und konnte zudem Werke in Ausstellung in Europa und Nordamerika präsentieren. 1960 erwarb Kasiulis eine eigene Kunstgalerie, in der er neben seinen eigenen Gemälden auch mit Werken anderer Vertreter der École de Paris handelte. Kurze Zeit später erwarb er eine größere Galerie im Zentrum von Paris, die den Namen Galerie Royal trug. Diese betrieb er mit der Unterstützung seiner Ehefrau Bronė Kasiulienė bis ins Jahr 1990. Stilistisch entwickelte sich Kasiulis in Paris in Richtung einer leuchtenden Farbigkeit, Betonung der Linie und Stilisierung der Formen. Er griff dabei auch auf von ihm bereits früher entwickelte Gestaltungsformen zurück wie der Herausarbeitung des Bildes durch Lichtsetzung vor einem dunklen Hintergrund, die an ein Negativ erinnert. Seine Sujets waren oft dem Pariser Straßenleben entnommen. In seinen graphischen Arbeiten behandelte er auch biblische Stoffe. Das künstlerische Selbstverständnis von Kasiulis stand dem litauischen Diaspora-Dichter Henrikas Radauskas nahe, dessen Gedichtsammlung  Strėlė danguje er auch illustrierte.
Kasiulis verstarb am 12. März 1995 in Paris. Er wurde auf dem Cimetière parisien de Pantin beigesetzt. 2018, anlässlich des 100. Jahrestages seiner geburt, wurden die sterblichen Überreste von Kasiulis auf den Friedhof Antakalnis in Vilnius umgebettet.
Nach Aussage der Ehefrau hat Kasiulis im Verlauf seiner künstlerischen Karriere rund 2700 Gemälde, Pastelle, Gouachen, Aquarelle und Lithographien geschaffen. Im Vytautas-Kasiulis-Kunstmuseum in Vilnius, das zum Verband des Litauischen Kunstmuseums gehört, werden um die 600 Gemälde, Graphiken und Zeichnungen, die dem litauischen Staat gestiftet wurden, zusammen mit Material aus dem Familienarchiv präsentiert. Zudem wurde sein Pariser Atelier im Museum rekonstruiert. Die Witwe des Malers, Bronė Kasiulienė, und der Sohn des Künstlers hatten diesen Bestand dem Staat geschenkt. Das Museum wurde im ehemaligen Sitz des Vereins der Freunde der Wissenschaft von Vilnius untergebracht. Werke von Kasiulis finden sich darüber hinaus in der Nationalgalerie Vilnius und der Sammlung der Kunstakademie Vilnius.